# Эннеады
Не следует путать с термином «энеады», обозначающим спутников Энея в его странствованиях.
«Эннеа́ды» (др.-греч. Ἐννεάδες, от ἐννέα, «девять») — сборник произведений Плоти́на в шести частях, по девять трактатов в каждой (откуда и получил своё название), собранный его учеником, финикийским неоплатоником и доксографом Порфирием ок. 270 года. Некоторые тексты рассматривались Плотином как отдельные рассуждения, некоторые — разделение Порфирием отдельных рассуждений Плотина на более мелкие логически завершённые части. Порфирий противопоставлял «Эннеады» христианской Библии.

## Оглавление

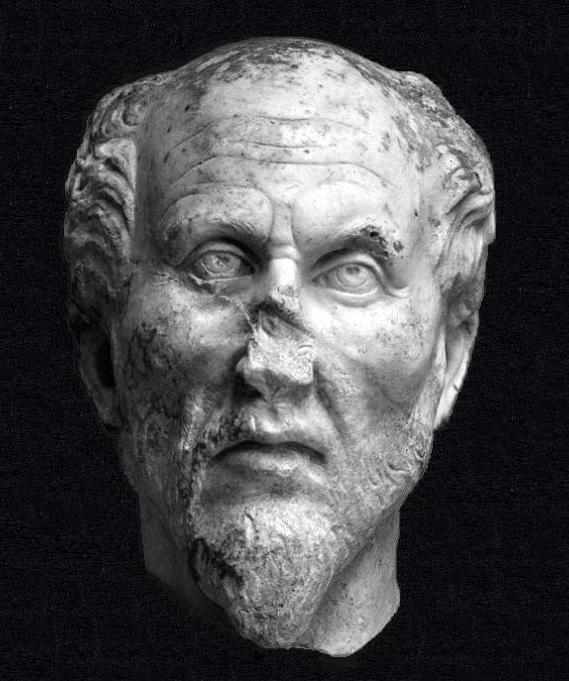
Плотин — автор трактатов

Примечание. Заглавия трудов Плотина принадлежат Порфирию и в современной научной литературе обычно не удерживаются (вместо заголовков труды реферируются просто порядковыми цифрами).
Первая эннеада
- I.1. Что есть животное, а что — человек
- I.2 О добродетелях
- I.3 О диалектике
- I.4 О счастье
- I.5 В продолжительности ли счастье?
- I.6 О прекрасном
- I.7 О первом благе и о других благах
- I.8 О природе и источнике зла
- I.9 О разумном исходе

Вторая эннеада
- II.1 О небе
- II.2 О движении неба
- II.3 Что делают звезды
- II.4 О двух видах материи
- II.5 О понятиях возможности и действительности
- II.6 О субстанции и качестве
- II. 7 О слиянии
- II.8 О зрении и о том, почему отдалённые предметы кажутся меньше
- II.9 Против гностиков; или против тех, кто утверждает, что создатель космоса и сам космос является злом

Третья эннеада
- III.1 О судьбе
- III.2 О провидении. Первая книга
- III.3 О провидении. Вторая книга
- III.4 О присущем каждому демоне
- III.5 О любви
- III.6 О бесстрастии бестелесных
- III.7 О вечности и времени
- III. 8 О природе созерцания и едином
- III.9 Некоторые основоположения

Четвёртая эннеада
- IV.1 О сущности души книга первая
- IV.2 О сущности души книга вторая
- IV.3 О сомнениях души. Первая книга
- IV.4 О сомнениях души. Вторая книга
- IV.5 О сомнениях души. Третья книга
- IV.6 О чувственном восприятии и памяти
- IV.7 О бессмертии души
- IV.8 О нисхождении души в тела
- IV.9 Все ли души — одна душа?

Пятая эннеада
- V.1 О трёх началах или субстанциях
- V.2 О происхождении и порядке существ, которые следуют после Первого
- V.3 О субстанциях интеллектуальных и о верховном начале
- V.4 Каким образом от Первого начала происходит то, что после него, и о Первоедином.
- V.5 О том, что ноумены не вне ума, и о благе
- V.6 О том, что высшее всего существующего начало не мыслит, и о том, что такое есть первое мыслящее, и что есть второе мыслящее
- V.7 Существуют ли идеи частных вещей
- V.8 О сверхчувственной красоте
- V.9 Об уме, идеях и о сущем

Шестая эннеада
- VI.1 О родах сущего. Трактат первый
- VI.2 О родах сущего. Трактат второй
- VI.3 О родах сущего. Трактат третий
- VI.4 О том, что единое, тождественное, сущее везде, во всем, во всей целости присутствует
- VI.5 О том, что единое тождественное сущее везде, во всем присутствует во всей своей целости — исследование второе
- VI.6 О числах
- VI.7 О том, как и почему существует множество идей и о благе
- VI.8 О воле и свободе Первоединого
- VI.9 О благе, или Первоедином